# Жулдыз (Западно-Казахстанская область)
Жулдыз (каз. Жұлдыз) — село в Казталовском районе Западно-Казахстанской области Казахстана. Входит в состав Карасуского сельского округа. Находится примерно в 79 км к юго-востоку от села Казталовка. Код КАТО — 274855400.
Село расположено на реке Малый Узень.

## Население
В 1999 году население села составляло 752 человека (381 мужчина и 371 женщина). По данным переписи 2009 года, в селе проживало 696 человек (354 мужчины и 342 женщины).